# Ouratea xerophila
Ouratea xerophila är en tvåhjärtbladig växtart som beskrevs av C.T. Rizzini. Ouratea xerophila ingår i släktet Ouratea och familjen Ochnaceae. Inga underarter finns listade i Catalogue of Life.